# Bernard III de Lippe
Bernard III de Lippe (en all. Bernhard III. zur Lippe ; vers 1194 - vers 1265) était seigneur de Lippe de 1229/1230 à 1265.

## Biographie
Bernard est né vers 1194 en tant que fils du noble Herman II de Lippe et de la comtesse Oda de Tecklenbourg. En 1229, Bernard succède à son père déchu comme régent de la maison de Lippe et se fait appeler "par la grâce de Dieu" et parfois aussi "comte" à partir de 1232.
De 1254 à 1256, il fut administrateur du Stift de Paderborn, fut le véritable fondateur de la règle territoriale de Lippe et obtint des postes importants par l'intermédiaire de son frère épiscopal, Simon de Paderborn, de sorte qu'avec son aide, il put réorganiser l'église.
Les villes de Horn et de Blomberg ont été promues grâce à lui. Il se disputait avec Lippstadt parce qu'il n'était pas autorisé à y construire un château. Bernard III a également mené des querelles contre le comté de Ravensberg, le comté de Sternberg (de) et contre la maison de Waldeck (de). Ces querelles fréquentes sous son règne, affaiblirent considérablement la maison de Lippe.

## Mariage et descendance
Vers 1230, Bernard épousa la comtesse Sophie de Cuijck-Arnsberg (et de Rietberg; environ 1210 à environ 1245; héritière du domaine Rheda, fille de Godefroi II d'Arnsberg (de) et de Rietberg et Elisabeth N). De ce mariage sont issus les enfants suivants :
- Bernard IV (vers 1230 – vers 1275)
- Herman III (vers 1233 - 3 octobre 1274)
- Hedwig de Lippe (vers 1238 - 5 mars 1271), mariée au comte Othon III de Ravensberg (de)
- Gérard de Lippe , prévôt de la cathédrale de Brême (vers 1240-1259), perdu dans la querelle collégiale de Brême contre Hildebold de Wunstorf (de)
- Thierry de Lippe, curé de la cathédrale de Minden (vers 1244 à après 1271)

Bernard aurait eu un second mariage. Il aurait épousé en secondes noces en 1248 la comtesse Sophie de Ravensberg-Vechta (vers 1220 - après le 3 juin 1285), fille du comte Othon II de Ravensberg (de) et de la comtesse Sophie d'Oldenburg. Les enfants suivants sont nés de ce mariage :
- Elisabeth de Lippe (vers 1250 à après 1316), mariée à Baudouin II de Steinfurt
- Agnes de Lippe (vers 1251-1307), mariée à Hoyer Ier de Sternberg
- Adelheid de Lippe, mariée avec Adolphe Ier de Schwalenberg
- Sophie de Lippe (vers 1249 - 1er février 1275), mariée à Albert Ier de Regenstein